# Caminabilidad

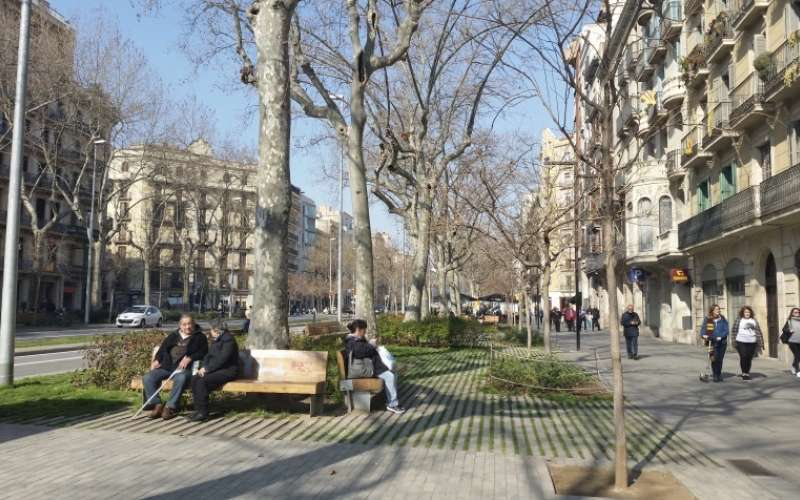
Paseo San Juan, Barcelona.

La caminabilidad, en planeamiento urbanístico, es la accesibilidad y facilidad de tránsito de un espacio público para los peatones, brindándoles comodidad y seguridad en sus desplazamientos. A mayor caminabilidad, mayores beneficios para la salud, el medioambiente y la economía. Es un neologismo traducido del término en inglés walkability.

## Características de la caminabilidad
Algunas características de los espacios «peatonalizados» o «caminables» son:
- Prioridad peatonal en el uso de la calle, con diseños urbanos que anteponen la movilidad y seguridad peatonal frente al tráfico rodado.
- Trayectorias lineales para peatones, sin barreras arquitectónicas que generen rodeos y sin terrazas que ocupen la mayor parte del espacio peatonal.
- Presencia y calidad de las aceras, con rebajes de bordillos que facilitan el cruce a personas de todas las edades y capacidades.[1]
- Conectividad de las zonas peatonales entre sí, con aceras o calles peatonales que cubren todo el entorno urbano, con pasos de cebra en intervalos regulares.
- Uso del suelo mixto, con densidad residencial próxima a los diferentes servicios (tiendas, restaurantes, bares, teatros, escuelas, parques, centros deportivos, etc.)[5]
- Presencia de árboles y vegetación que generen sombras, evitando islas de calor.
- Presencia de mobiliario urbano amable, con bancos cada cierta distancia que permitan en descanso, así como fuentes de agua potable.
- Frecuencia y variedad de edificios, con distancias próximas, sin grandes vacíos entre sí, o parques urbanos demasiado grandes.[1]
- Manzanas no demasiado grandes y con entradas frecuentes a los edificios para que los rodeos no sean muy largos.
- Visibilidad y transparencia, que incluyen el alumbrado público, la eliminación de elementos que impidan la visión, como vehículos aparcados, que pueden generar lugares de escondite y una mayor sensación de inseguridad, así como aquellos elementos de mobiliario urbano que obstaculicen la observación de la calle.[5]

## Por países

### México
En México ha aumentado el interés en la movilidad para defender y luchar por los derechos del peatón. Esto beneficia a la mejora de la política pública para una movilidad eficiente, sustentable y responsable.
También han surgido iniciativas ciudadanas que han buscado promover la mejora de entornos y la identificación de prioridades principalmente durante seminarios realizados entre octubre del 2014 y abril del 2015.

#### Políticas peatonales
En 2022 se aprobó la Ley General de Movilidad y Seguridad Vial para proteger a las personas, reducir los siniestros viales y promover modos de viajes sustentables. Esto sienta un precedente de diseño urbano que busca priorizar los modos de transporte público y la seguridad de peatones y ciclistas. Esta ley define la jerarquía de la movilidad y los principios rectores a los que deben sujetarse las autoridades correspondientes y establece las bases para priorizar la movilidad no motorizada, vehículos no contaminantes y la intermodalidad. Además, esta ley tiene el objetivo de establecer las bases y principios para garantizar el derecho a la movilidad en condiciones de seguridad vial, accesibilidad universal, eficiencia, sostenibilidad, calidad, inclusión, e igualdad.
En 2023 la Secretaría de Desarrollo Agrario, Territorial y Urbano introdujo la Norma Oficial Mexicana NOM-004-SEDATU-2023 estableciendo estándares para calles peatonales, infraestructura ciclista y la pacificación de calles secundarias, estableciendo parámetros de accesibilidad y diseño universal para las ciudades mexicanas. 

#### Ejemplos de calles peatonales en Mexico
Ciudad de México:

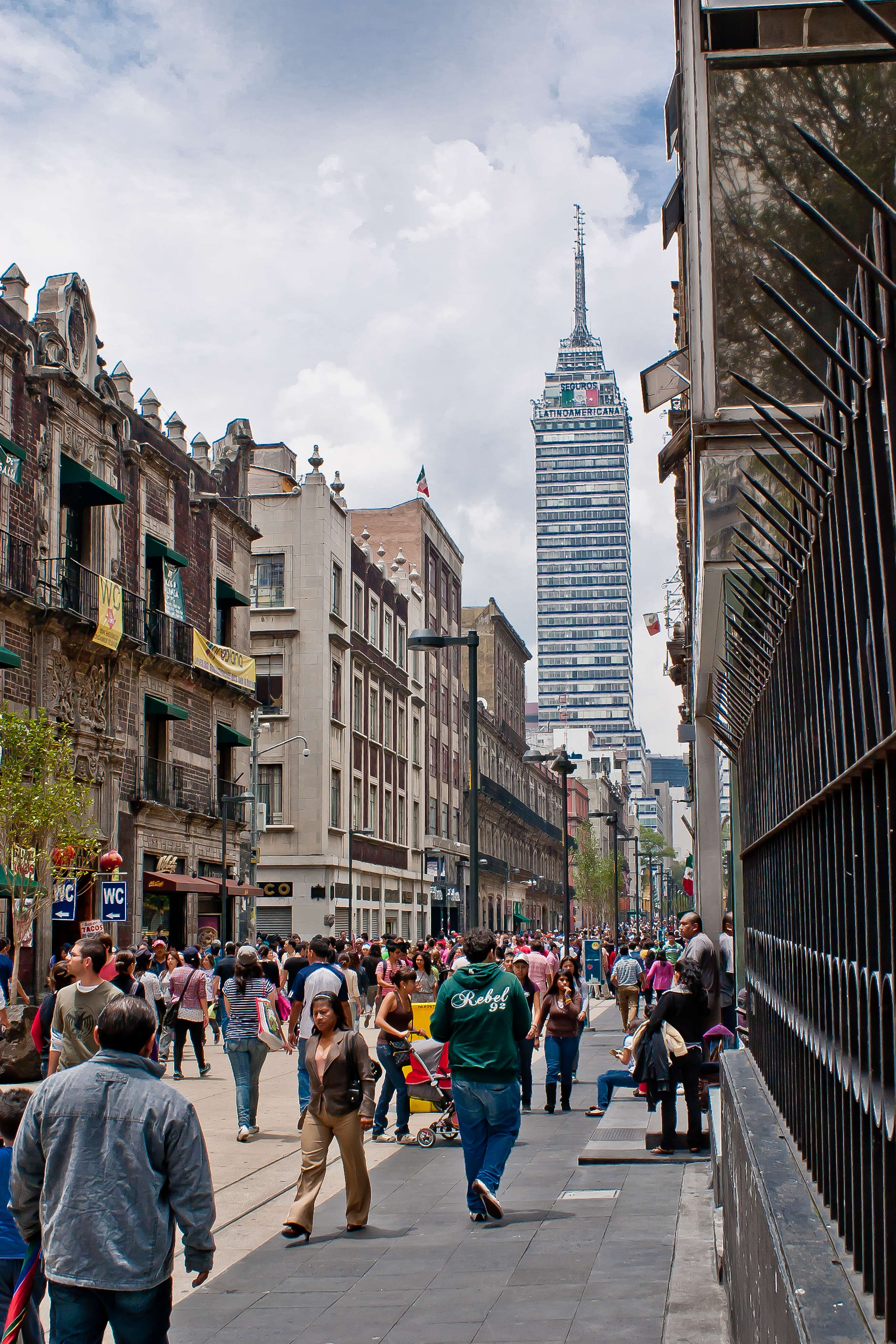
Calle Madero, Ciudad de México.

- Francisco I. Madero: esta calle se inauguró como vía peatonal en el año 2010 convirtiéndose en una de las más conocidas y transitadas en todo el país debido a su arquitectura, historia y tiendas comerciales. Se estima que es recorrida aproximadamente por 200 mil personas diarias, es decir, unas 55 millones de personas por año.[10]
- Regina: es un corredor peatonal cultural desde su inauguración en el 2008.
- San Jerónimo: tiene una particularidad porque incluye una plaza (San Jerónimo) que se encuentra ubicada entre las calles 5 de febrero e Isabel la Católica.
- Motolinia: esta calle tiene popularidad nocturna debido a los lugares que alberga para el entretenimiento.
- Dr. Mora: en esta calle generalmente se realizan exposiciones culturales, como fotografía, pintura, películas, entre otras.
- Talavera: tiene importancia histórica porque se dice que es donde se encontró al águila mexica devorando a una serpiente.

Guadalajara (México):
- Paseo Alcalde: Originalmente este andador era una calle de tránsito vehicular, y el proceso de peatonalización concluyó labores en 2018. Tiene una longitud de 2.5km y redujo el espacio vial de 6 carriles vehiculares a 2. Se incorporó una ciclovía segregada en ambos sentidos y busca priorizar a personas a pie, ciclistas, y a tránsito local. Este proyecto ha reconfigurado el uso de este corredor en el centro histórico y ahora existen espacios de esparcimiento y para eventos culturales y comunitarios. [11]

#### Planes urbanos
En relación con la peatonalidad existe el plan general de Desarrollo Urbano de la CDMX  en el cual se estipulan las bases legales de las vialidades. Tiene como objetivo acrecentar la calidad de vida de la población urbana y rural de la ciudad, mediante un desarrollo integral y sustentable mejorarando la accesibilidad y la movilidad de la población.